# Een zwembad van beton
Een zwembad van beton is een hoorspel van Harry Scholten. De NCRV zond het uit op maandag 13 februari 1967, met chansons van Yves Montand, Guy Béart, Juliette Gréco en Serge Gainsbourg. De regisseur was Johan Wolder. De uitzending duurde 31 minuten.

## Rolbezetting
- Hans Karsenbarg (de man)
- Joke Hagelen (de vrouw)
- Wam Heskes (een kloosterbroeder)
- Piet Ekel (een ober)

## Inhoud
Oppervlakkig beschouwd lijkt dit hoorspel de dramatisering van een eenvoudige geschiedenis: een man van rond de dertig maakt op een bloedhete zomermiddag met een vrouw van dezelfde leeftijd een autotochtje. Ongemerkt komt hij in de buurt van de kostschool waar hij zijn jeugdjaren heeft doorgebracht. Hij kan de drang niet weerstaan erheen te gaan. Het is vakantie en alleen de broeder is aanwezig die vroeger dienstdeed in de eetzaal, maar nu - naar zijn zeggen - opgeleid wordt tot sportinstructeur van het nieuwe betonnen zwembad. De man heeft geen behoefte binnen te gaan en begeeft zich weer naar de vrouw die bij de auto is blijven wachten. Ze gebruiken een verversing in een herberg en vernemen dat dat zwembad helemaal niet bestaat. Wanneer ze daarna gaan kijken op de plaats waar volgens de broeder het zwembad zou moeten zijn, ziet de man het wel maar de vrouw niet. Het zou wel erg goedkoop zijn te zeggen dat de man aan gezichtsbedrog zou lijden. Dat hij - het is een snikhete dag - het slachtoffer is van een fata morgana, lijkt ook niet juist: waarom ziet hij dan door een luchtspiegeling het zwembad wel en de vrouw niet?